# Кёлликер, Теодор
Теодор Кёлликер (нем. Theodor Kölliker; 1852—1937) — немецкий хирург.
Сын Альберта Кёлликера. С 1881 года — приват-доцент, с 1891 года — экстраординарный профессор в Лейпциге; опубликовал «Ueber das Os intermaxillare des Menschen» (1882), «Die Verletzungen und chirurg. Erkrankungen der peripherischen Nerven» (1890), «Ueber die Fortschritte der operativen Chirurgie des Rückenmarks und der peripherischen Nerven» (1892).